# 岡山県道478号大田上横野線
岡山県道478号大田上横野線（おかやまけんどう478ごう おおだかみよこのせん）は、岡山県津山市を通る一般県道である。

## 概要
津山市大田と津山市上横野を結ぶ。

### 路線データ
- 起点：津山市大田（岡山県道452号小原船頭線交点）
- 終点：津山市上横野（岡山県道68号津山加茂線交点、岡山県道345号上横野兼田線起点）
- 総延長：4.05 km
- 実延長：3.55 km

## 歴史
- 1995年（平成7年）7月1日 - 岡山県告示第426号により認定される。

## 路線状況

### 重複区間
- 岡山県道345号上横野兼田線（津山市上横野）

## 地理

### 通過する自治体
- 津山市

### 交差する道路
| 交差する道路                                                  | 交差する場所 | 交差する場所 |
| ------------------------------------------------------------- | ------------ | ------------ |
| 岡山県道452号小原船頭線                                       | 大田         | 起点         |
| 津山広域農道                                                  | 下横野       | 下横野交差点 |
| 岡山県道345号上横野兼田線 重複区間起点                        | 上横野       |              |
| 岡山県道68号津山加茂線 岡山県道345号上横野兼田線 重複区間終点 | 上横野       | 終点         |

### 沿線
- 津山市立弥生小学校（起点付近）
- 津山市立北陵中学校（起点付近）
- グリーンヒルズ津山
- 津山カントリークラブ